# Neolophonotus mesotopus
Neolophonotus mesotopus là một loài ruồi trong họ Asilidae. Neolophonotus mesotopus được Londt miêu tả năm 1988. Loài này phân bố ở vùng nhiệt đới châu Phi.